# The Resistance
The Resistance (La Resistencia) es el nombre del quinto álbum de estudio de la banda británica de rock alternativo Muse, publicado en Europa el 14 de septiembre de 2009 y en América del Norte el 15 de septiembre de 2009 a través de Warner Bros. Records y Helium 3 (firma de Muse).
Los sencillos fueron: «Uprising», «Undisclosed Desires», «Resistance» y «Exogenesis: Symphony». Hasta el año 2018, The Resistance ha vendido más de 5 millones de copias en todo el mundo, incluyendo certificación diamante en Francia con más de 900.000 unidades vendidas y platino en Estados Unidos con más de 1.2 millones de unidades vendidas, convirtiéndolo en el álbum más exitoso de la banda hasta la fecha. «The Resistance» ganó un premio Grammy al "Mejor Álbum de Rock" en 2011.

## Concepción
Las conversaciones para la creación del álbum comenzaron en 2007, durante la gira promocional del álbum Black Holes and Revelations. En octubre de ese mismo año, la revista de música NME reportó que Muse estaba «planeando un álbum electrónico» y que la banda «tenía ya un montón de ideas». A medida que se acababa la gira, comenzaron a circular rumores más frecuentemente, como la inclusión de una canción con un «solo de rock espacial de 15 minutos», la negación de un formato de álbum "convencional" y una posible serie de sencillos. El 29 de mayo de 2008, la misma revista reportó que la banda había comenzado a escribir canciones para su nuevo álbum, y citó las palabras del vocalista, guitarrista y pianista Matthew Bellamy: «Es imposible decir qué resultará de todo esto [...] Podrían ser álbumes, pero también una serie de sencillos, o podría ser una sinfonía de cincuenta minutos, ¿entiendes? ¿Quién sabe?».
El baterista Dominic Howard declaró que «no es que estemos en contra del concepto de publicar un álbum en el formato tradicional. Sólo pasa que el mundo y la tecnología están evolucionando, está presentando un lienzo listo para hacer lo que quieras y simplemente publicar música como y cuando está lista para publicarse. Puede suceder mucho más orgánicamente». También se silenciaron rumores sobre la posible publicación en formato de descarga digital gratuita como el álbum In Rainbows de Radiohead. A mediados de 2008, Muse reveló que habían estado escribiendo una serie de canciones, y que varias más vendrían en septiembre. A pesar de esto, la banda «advirtió a los fanes que no esperen el álbum demasiado pronto», a lo que el bajista Christopher Wolstenholme añadió declarando «no creo que haya nada que estemos listos para grabar todavía. Queríamos empezar este año, empezar a hacer rodar la pelota un poco en vez de esperar por un año haciendo nada, luego ir al estudio y preguntarnos ¿qué hacemos ahora?». Más tarde ese año, Bellamy profundizó más sobre el antes mencionado "solo de rock espacial de quince minutos": «Hay una nueva canción en tres partes, más una sinfonía que una canción, en la que estuve trabajando esporádicamente por muchos años».
En febrero de 2009, una «fuente cercana a Warner Bros.» reveló que Muse publicaría su álbum en septiembre y empezaría una gira poco después. En marzo de ese año, se reportó que el disco estaba por la mitad, con Bellamy describiéndolo como «un álbum sinfónico» y bromeando que estarían «tocando en las puertas de (la emisora) Classic FM». Subsecuentemente, la banda publicó tres vídeos con escenas de la grabación, incluyendo una en un lavabo. También se confirmó que Muse empezaría su gira en otoño, y junto con la banda irlandesa U2 en los Estados Unidos en septiembre, sugiriendo que el proceso de grabación estaba concluyendo.
El 22 de mayo, la banda reveló en su cuenta de Twitter que el título del álbum sería The Resistance, y la primera canción anunciada oficialmente fue «United States of Eurasia», previamente descifrada por fanes a partir de una fotografía de una partitura subida la misma red social. El 16 de junio, se confirmó por el mismo medio que el álbum sería publicado el 14 de septiembre. El 14 de julio, Muse confirmó que el primer sencillo del álbum sería "Uprising".

## Grabación y lanzamiento
El álbum fue el primero en ser producido íntegramente por la banda. La mezcla fue a cargo de Mark Stent en Nueva York. Fue grabado en el estudio privado de la banda, en la residencia del vocalista Matt Bellamy en el Lago Como y en Milán, Italia. Bellamy compartió para Q Magazine: «Vivo en Como, en el norte de Italia, en una casa en la que solía vivir el compositor de ópera Vincenzo Bellini. Estoy intentando encontrar su fantasma para ayudarme a componer canciones. Lo hago por las noches, a las 3AM. Apago las luces y comienzo a tocar sus piezas en el piano con la intención de hacer contacto. De momento no ha funcionado, pero estoy convencido de que lo hará».
Musicalmente, el álbum recoge las tendencias e inspiraciones clásicas y orquestales de trabajos previos para exprimirlos al máximo en canciones como «Exogenesis» (una sinfonía de 13 minutos), «I Belong to You» (en la que se versiona un aria de una ópera de Camille Saint-Saens) o «Collateral Damage» (reinterpretación de Nocturno, Op. 9, n.º 2 Frédéric Chopin). La presencia electrónica también se nota en temas como «Undisclosed Desires». 
Temáticamente, el álbum está inspirado en la novela 1984 de George Orwell. Bellamy explica que leyó el libro en el instituto, pero que al volver a leerlo de adulto, puso más atención en la relación de amor entre Winston y Julia, la cual inspira la canción «Resistance». Se trata de un álbum que mezcla los aspectos políticos y de rebelión («Uprising», «MK Ultra», «Unnatural Selection») y los de amor («Resistance», «I Belong to you», «Guiding Light»).
Para celebrar el lanzamiento del álbum, la página oficial de la banda se rediseñó e incluyó un micrositio en el que se invitaba a los usuarios registrados a participar en una búsqueda del tesoro, en la que los fanes debían "unir" Eurasia mediante la activación de códigos que debían obtener personalmente en las ciudades de París, Berlín, Moscú, Dubái, Hong Kong, Tokio y Nueva York. Como premio, el 21 de julio se habilitó la descarga en MP3 de la canción "United States of Eurasia". La versión con DVD incluía un reportaje con el making of del álbum.
El proceso de promoción se destacó por su extensivo uso de Internet (no tan habitual en esa época), empleando el portal de vídeos YouTube y la red social Twitter. Unos días antes de la publicación oficial del álbum, el álbum se filtró en Internet.

## Portada
El arte para la portada fue diseñada por Scott Bendall del equipo de diseño 'La Boca', y fue fuertemente inspirada por el trabajo «Astroengineering» del artista espacial americano Jon Lomberg. La imagen muestra a una figura humana parada en un camino iluminado con la Tierra en el centro. Representa a una persona tratando de encontrar su camino a través de un caleidoscopio de hexágonos multicolores en el espacio infinito. No existe un mensaje o significado claro, por lo que la interpretación de la portada está abierta.

## Recepción
The Resistance recibió críticas positivas por lo general, comparando el trabajo con el de bandas como Radiohead o Queen. Los críticos aclamaron el concepto, la instrumentalización, las influencias, y la voz de Bellamy. 
Tras escuchar el disco durante una entrevista con la banda, el presentador de la BBC Radio 1, Zane Lowe, describió el álbum como «bellamente grabado, un disco sobre amor fuerte, arrasador, peleador, rítmico y edificante». El 6 de julio, Lowe comentó el disco en su programa de radio, diciendo que es el trabajo más focalizado que Muse haya hecho, y que la sinfonía en tres partes "Exogenesis" es el proyecto más ambicioso que la banda jamás haya realizado. «Ahí hay excelentes riffs, ahí hay canciones pop, ahí hay todo tipo de maravillas, es realmente sorprendente». A finales de junio de 2009, un editor de la revista musical japonesa Rockin' On, fue al Lago Como junto con representantes de Finlandia, Suecia, Bélgica y Suiza, para entrevistarse con la banda y a escuchar una previa del álbum. La editora, Yukiko Kojima declaró que el disco era una «obra maestra increíble», que «la banda expresó un arte de alto grado, que consiste con accesibilidad» e incluso lo llamó un «auténtico milagro». Andrew Leahey de AllMusic alabó el álbum (en concreto, «Guiding Light», «United States of Eurasia» y «Exogenesis»), llamándolo un álbum «fantástico».
No obstante, muchos otros opinaron que el álbum era cliché, exagerado y pretencioso. El disco también fue criticado por carecer de originalidad, llamándolo una «caricatura del rock progresivo». La revista Pitchfork le dio al álbum una crítica mixta, afirmando que el disco era «un éxito», pero que las canciones eran «un resultado de querer hacer la música lo más grande, inclusiva y participativa posible, en lugar de cualquier impulso político incoherente», criticando a Bellamy por «lanzar constantemente letras listas para ser coreadas masivamente».
Brian May, guitarrista de Queen, elogió el sonido influenciado por su banda en la BBC: «Me encanta, creo que es genial. Creo que son chicos muy buenos y extremadamente talentosos, y al igual que nosotros, tienen mucho humor irónico la mayor parte del tiempo».
The Resistance llegó al número 1 de las listas de 19 países, y al top 5 en muchos otros países, incluyendo Estados Unidos.

## Lista de canciones
Todas las canciones fueron compuestas por Matt Bellamy, excepto "Collateral Damage", que es una sonata para piano instrumental basada en el Nocturno Op. 9 n.º 2 de Frédéric Chopin, y "Mon Cœur S'ouvre à ta Voix", un aria de la ópera Samson et Dalila compuesta por Camille Saint-Saëns.
| N.º   | Título                                            | Duración |  |
| 1.    | «Uprising»                                        | 5:03     |  |
| 2.    | «Resistance»                                      | 5:46     |  |
| 3.    | «Undisclosed Desires»                             | 3:56     |  |
| 4.    | «United States of Eurasia (+Collateral Damage)»   | 5:47     |  |
| 5.    | «Guiding Light»                                   | 4:13     |  |
| 6.    | «Unnatural Selection»                             | 6:54     |  |
| 7.    | «MK Ultra»                                        | 4:06     |  |
| 8.    | «I Belong to You (+Mon Cœur S'ouvre a ta Voix)»   | 5:38     |  |
| 9.    | «Exogenesis: Symphony Part 1 (Overture)»          | 4:18     |  |
| 10.   | «Exogenesis: Symphony Part 2 (Cross-Pollination)» | 3:56     |  |
| 11.   | «Exogenesis: Symphony Part 3 (Redemption)»        | 4:37     |  |
| 54:18 |                                                   |          |  |

## Fechas de publicación
| Región         | Fecha                    | Sello        | Formato         | Catálogo    | Ref.   |
| -------------- | ------------------------ | ------------ | --------------- | ----------- | ------ |
| Benelux        | 11 de septiembre de 2009 | Warner       | CD              | Desconocido | [ 25 ] |
| Benelux        | 11 de septiembre de 2009 | Warner       | CD+DVD          | Desconocido | [ 26 ] |
| Benelux        | 11 de septiembre de 2009 | Warner       | CD+DVD+2 LP+USB | Desconocido | [ 27 ] |
| Australia      | 12 de septiembre de 2009 | Warner       | CD              | Desconocido | [ 25 ] |
| Australia      | 12 de septiembre de 2009 | Warner       | CD+DVD          | Desconocido | [ 26 ] |
| Australia      | 12 de septiembre de 2009 | Warner       | CD+DVD+2 LP+USB | Desconocido | [ 27 ] |
| Europa         | 14 de septiembre de 2009 | Helium 3     | CD              | Desconocido | [ 28 ] |
| Europa         | 14 de septiembre de 2009 | Helium 3     | CD+DVD          | Desconocido | [ 29 ] |
| Europa         | 14 de septiembre de 2009 | Helium 3     | CD+DVD+2LP+USB  | Desconocido | [ 30 ] |
| Estados Unidos | 15 de septiembre de 2009 | Warner Bros. | CD              | Desconocido | [ 31 ] |
| Estados Unidos | 15 de septiembre de 2009 | Warner Bros. | CD+DVD          | Desconocido | [ 32 ] |
| Estados Unidos | 15 de septiembre de 2009 | Warner Bros. | CD+DVD+2LP+USB  | Desconocido | [ 30 ] |
| Japón          | 16 de septiembre de 2009 | Warner       | CD              | WPCR13629   | [ 33 ] |

## Personal
Muse
- Matthew Bellamy – voces, guitarras, teclados, piano, sintetizadores.
- Christopher Wolstenholme – bajo, coros.
- Dominic Howard – batería, percusión, sintetizadores.

Músicos de estudio
- Edodea Ensemble; orquesta, conducida por Audrey Riley y dirigida por el concertino Edoardo de Angelis.
- Enrico Gabrielli – clarinete bajo en "I Belong to You".
- Tom Kirk – Aplausos y sonidos de fútbol en "Uprising".